# Мангуричи
Мангуричи (на сръбски: Мангурићи) е село в Босна и Херцеговина, разположено в община Соколац, в ентитета на Република Сръбска. Намира се на 848 метра надморска височина. Населението му според преброяването през 2013 г. е 25 души, от тях: 17 (68,00 %) сърби, 8 (32,00 %) бошняци.

## Население
Численост на населението според преброяванията през годините:
- 1961 – 292 души
- 1971 – 333 души
- 1981 – 184 души
- 1991 – 184 души
- 2013 – 25 души